# Контрада Сере (Кјети)
Контрада Сере (итал. Contrada Serre) је насеље у Италији у округу Кјети, региону Абруцо.
Према процени из 2011. у насељу је живело 9 становника. Насеље се налази на надморској висини од 64 м.